# Тирбах, Артемий Игнатьевич
Артемий Игнатьевич Тирбах (6 [18] октября 1892, Ташкент — 12 декабря 1935, Маньчжоу-го) — русский военачальник, политический деятель эмиграции, генерал-майор Белой армии (1920).

## Биография
Из дворян, барон. Родился в Ташкенте. В 1912 году окончил Николаевское кавалерийское училище. Участник Первой мировой войны. Дослужился до чина подъесаула Аргунского полка Забайкальского казачьего войска. В декабре 1917 года участвовал в разгоне Маньчжурского совдепа. Служил в Особом Маньчжурском отряде Г. М. Семёнова, а осенью 1918 года возглавил его и руководил до 1919 года. Начальник сводной Маньчжурской стрелковой дивизии атамана Г. М. Семёнова (до 8 мая 1920 года), полковник, а затем — генерал-майор. Помощник по кавалерийской части начальника Читинского атамана Семёнова военного училища, временно исполнял обязанности начальника училища. 1 августа 1920 года назначен начальником гарнизона посёлка Даурия и одноимённой станции. Начальник Маккавеевской гауптвахты. Эмигрировал в Китай. Начальник 1-го отдела БРЭМ.
12 декабря 1935 года был застрелен на р. Чол в Маньчжурии забайкальским казаком Хамаевым, мстившим за смерть брата. Похоронен 23 декабря 1935 года на Новом (Успенском) кладбище в Харбине.